# Osthimosia simonensis
Osthimosia simonensis är en mossdjursart som först beskrevs av Busk 1881.  Osthimosia simonensis ingår i släktet Osthimosia och familjen Celleporidae. Inga underarter finns listade i Catalogue of Life.